# Норвежско-новгородские войны
Норвежско-новгородские войны XIII—XIV веков — серия конфликтов между Норвежским королевством и Новгородской республикой, проходивших в северных владениях обоих государств — лопарской (саамской) тундре (ныне Халогаланд, Финнмарк и Мурманская область). Союзниками новгородцев в этих конфликтах выступали карелы.
Новгородцы появились на Кольском полуострове в начале XIII века. Первые сведения о вооружённых столкновениях с норвежцами содержатся в исландской «Саге о Хаконе Старом», в которой сообщается, что в 1251 году в Норвегию прибыло из города Хольмгарда (Новгорода) посольство «конунга Александра» (Александра Невского) для переговоров с норвежским королём о прекращении конфликта в Финнмарке. Он возник не позднее 1230-х годов на фоне споров о лопарской дани (выплачиваемой мехами) и перерос в военное противостояние. Походы на норвежцев осуществляли подвластные Новгороду карелы. По результатам посольства был заключён мирный договор, частично дошедший до наших дней («Разграничительная грамота»). Он предусматривал совместный сбор дани с лопарей, однако продержался недолго. Дальнейший ход событий согласно данным исландских анналов выглядел следующим образом:
- 1271 — поход карелов и финнов (квенов) в Халогаланд и его опустошение.
- 1279 — карелы схватили на горе Торбьёрна Скени, чиновника конунга Магнуса VI, и убили его тридцать пять человек.
- 1286 — новгородско-ордынское посольство к Эйрику II, конунгу Норвегии.
- 1302 — нападение карел с севера на Норвегию. Хакон V послал против них Эгмунда Унгаданца с большим войском.
- 1303 — Эгмунд Унгаданц воевал с карелами при поддержке Хакона.
- 1310 — Хакон послал Гицура Галли в Финнмарк за данью, которая не собиралась за много лет.
- 1316 — русскими убито в Халогаланде много людей.
- 1323 — русские ходили войной на север, на Халогаланд.

Из исландских записей следует, что в конце XIII — начале XIV веков имела место почти непрерывная война между Норвегией, с одной стороны и Новгородом и его карельскими вассалами, с другой. Норвежцы представлены обороняющейся стороной, которая много лет не могла собирать дань с лопарей.
После заключения унии между Норвегией и Швецией на Норвегию распространились шведско-новгородские войны. В Новгородской IV летописи под 1320 годом впервые упомянут поход на «мурман» (норвежцев): «А Лоука ходи на моурманы, и немци». Из перечисленных набегов особенно крупный размах имел поход 1323 года, когда русские, напав на норвежскую провинцию Халогаланд, взяли и сожгли Бьаркэй, поместье Эрлинга сына Видкуна.
Норвежцы не раз докладывали папе римскому Иоанну XXII о нападениях «врагов креста» на их земли, под которыми подразумевали финнов, русских, карел. Поскольку финнами они называли саамов, то это свидетельствует о том, что на данном этапе по крайней мере часть саамов участвовала в боевых действиях на стороне русских и карелов. Норвежцы начали готовить «крестовый поход», для которого папа римский в своей булле от 13 августа 1326 года пожертвовал часть своих норвежских доходов. Однако поход так и не состоялся, поскольку в том же году норвежский посол Хокон Эгмундарсон заключил с Великим Новгородом мир. Новгородско-норвежский договор 1326 года восстанавливал довоенный порядок вещей и обозначал более-менее точные границы государств. Между ними была оговорена совместная территория, на которой обе стороны имели права сбора дани с саамов (лопарей). Такое положение между Норвегией и Россией сохранялось до XIX века. Наличие буферной зоны, однако, не мешало продолжению колонизации данных земель с обеих сторон.